# Western Canadian Place
Das Western Canadian Place (alternativ: Husky Oil Building) ist ein Wolkenkratzerkomplex bestehend aus zwei Bürogebäuden in Calgary, Alberta, Kanada. Die Gebäude erreichen eine Höhe von 164 und 128 Metern und wurden 1983 fertiggestellt. Die Gebäude wurden vom Architektenbüro Cohos Evamy entworfen. Das Gebäude gehört GWL Realty und wird auch von diesem betrieben. Die Gebäude sind an den Skywalk von Calgary angebunden.
In dem Gebäude hat das kanadische Energieunternehmen Husky Energy seinen Hauptsitz und die größten Büroflächen angemietet. Ein weiterer größerer Mieter ist das US-amerikanische Energieunternehmen Apache Corporation, das seine Niederlassung in Kanada betreibt.
Das Gebäude ist an das Plus 15-Skywalk-Netzwerk der Stadt angeschlossen.

## Galerie

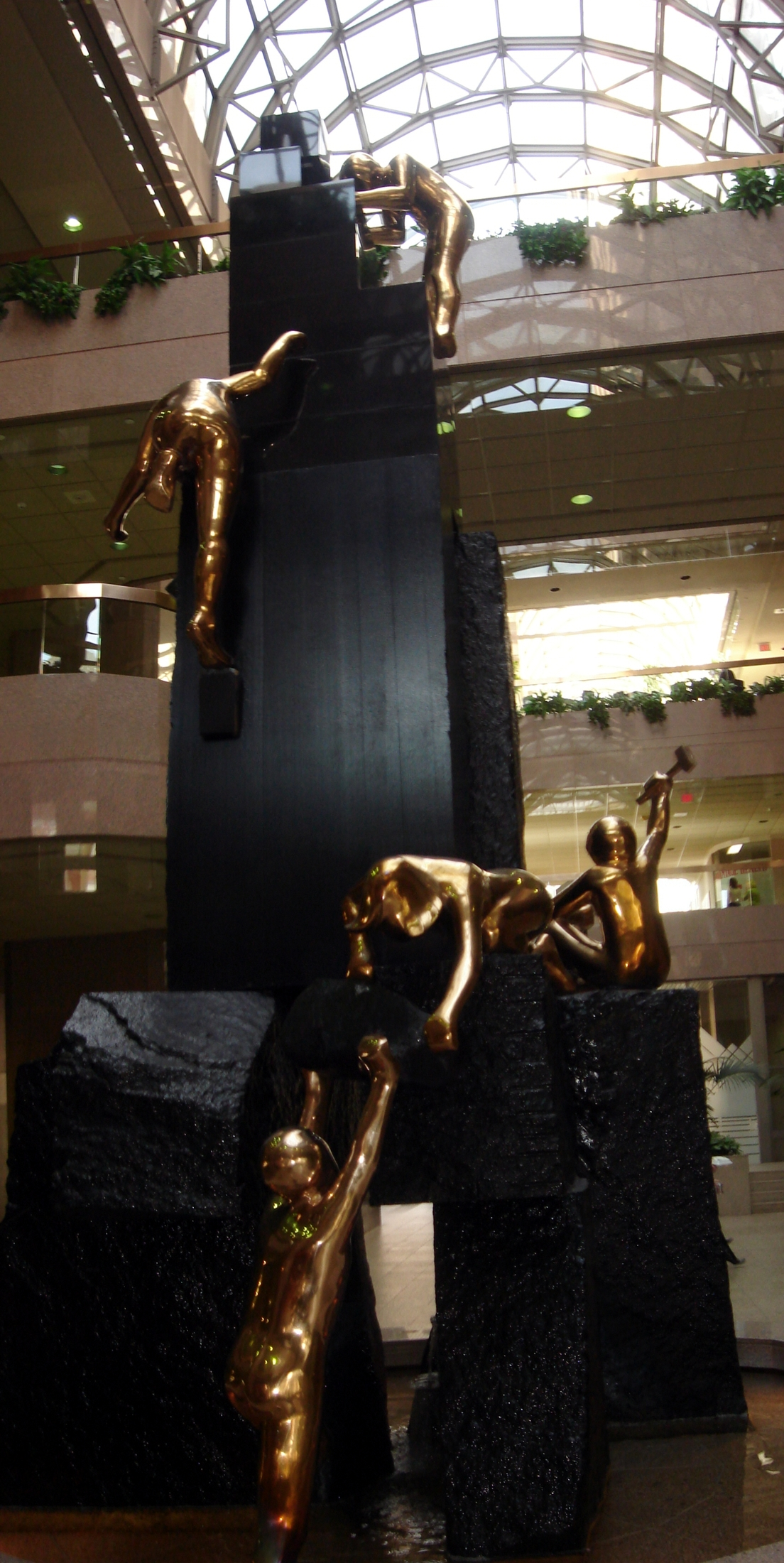
Statuen in der Lobby des Gebäudes
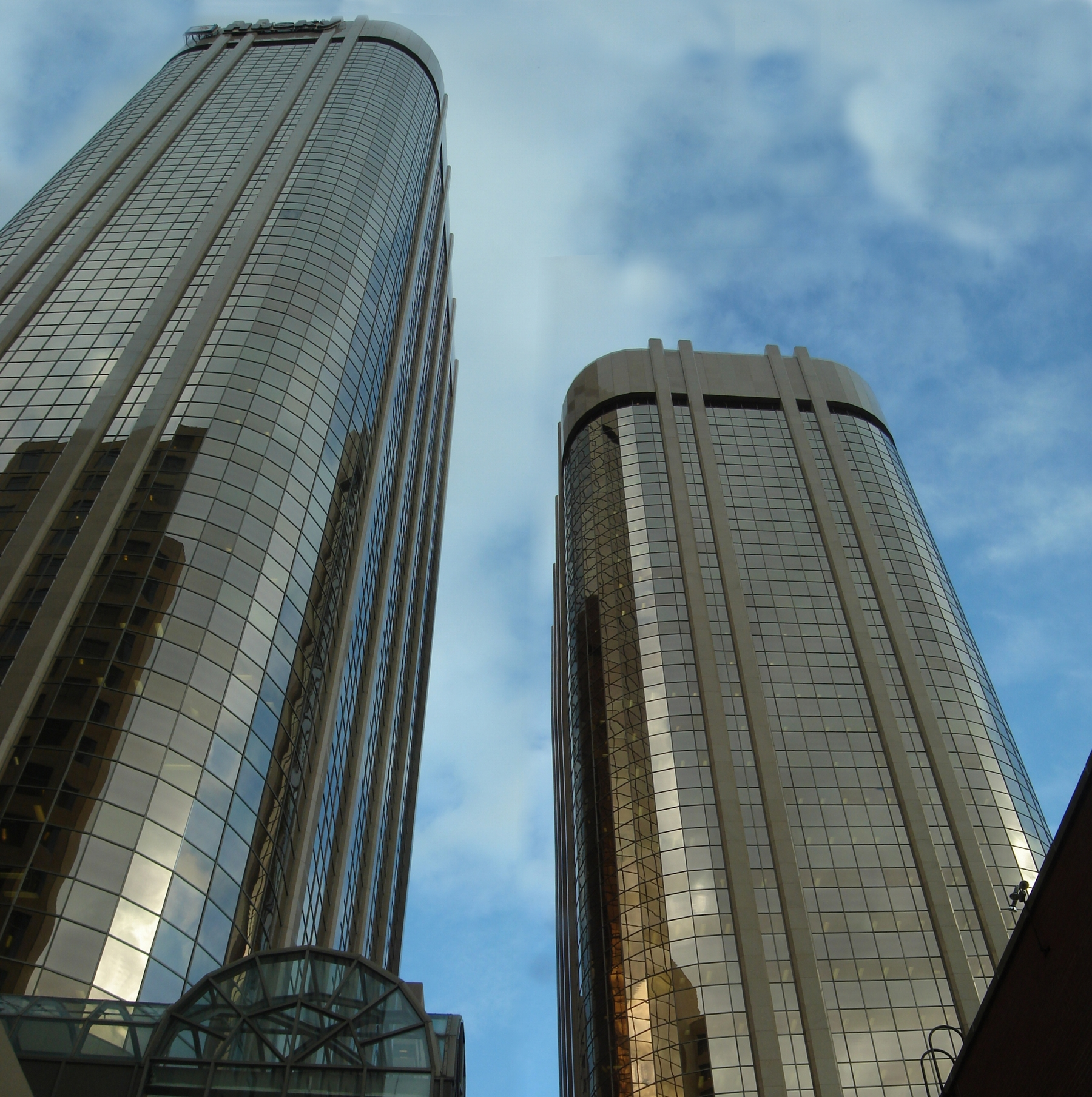
Ansicht der Gebäude vom Nahen.
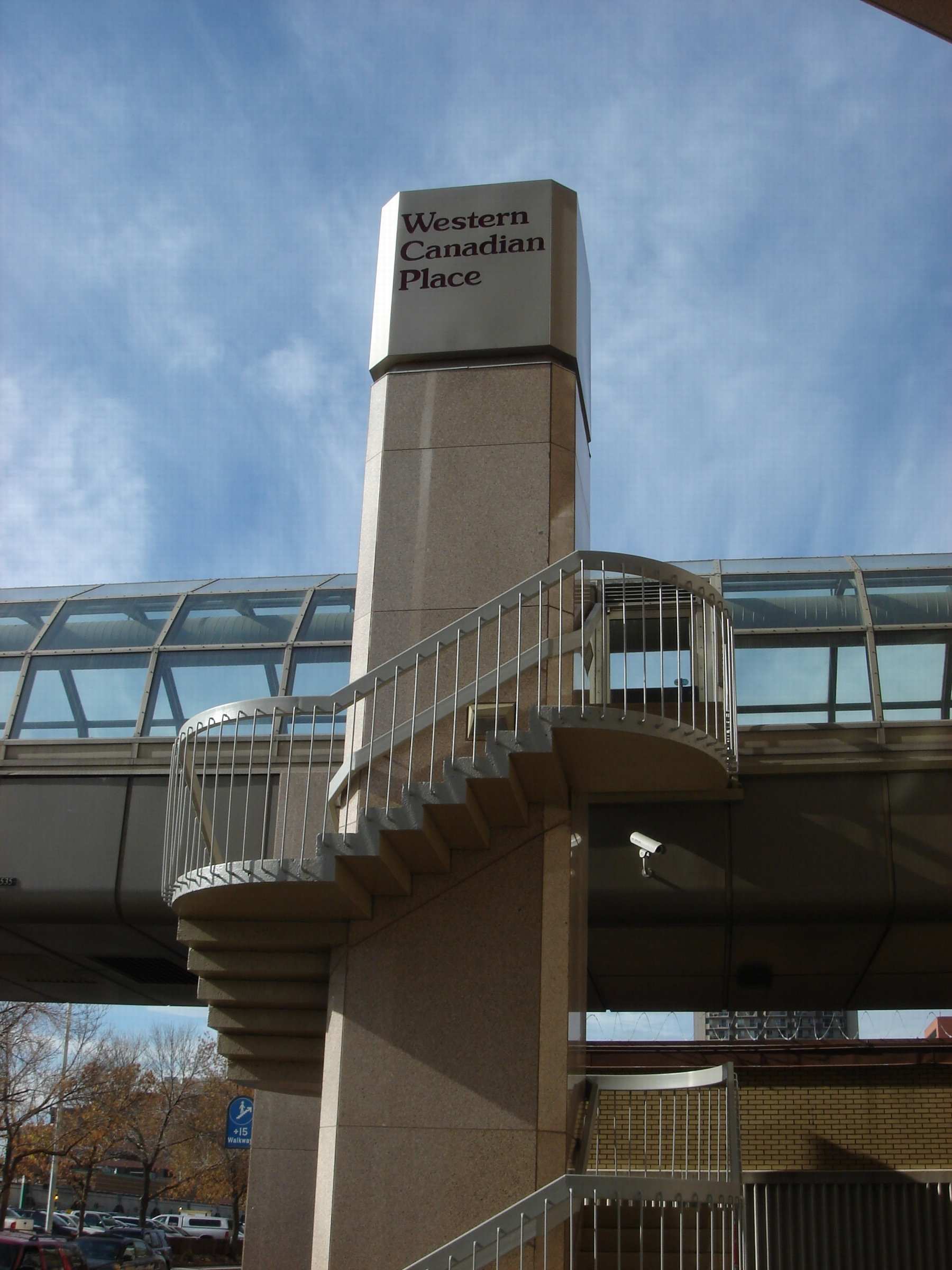
Skywalk Zugang